# Бронец (село)
Бро́нец (пол. Broniec) — село в Польше в гмине Олесно Олесненского повета Опольского воеводства.

## География
Село находится в 8 км от административного центра гмины города Олесно и в 48 км от административного центра воеводства города Ополе.

## История
В 1975—1998 годах село входило в Ченстоховское воеводство.